# José Cecilio Díaz del Valle

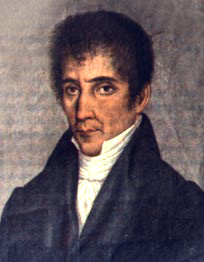
José Cecilio Díaz del Valle

José Cecilio Díaz del Valle (* 22. November 1777 in Choluteca; † 2. März 1834 in der Nähe der Finca „El Corral de Piedra“ Chiquimula (Guatemala) auf dem Weg nach Guatemala-Stadt) war Präsident der Zentralamerikanischen Konföderation.

## Leben
In seiner Jugend zog er nach Guatemala-Stadt, wo er Philosophie, Zivil- und Kirchenrecht an der Universidad de San Carlos de Guatemala studierte. Am 1. September 1803 erhielt er seine Anwaltszulassung vor Gericht. Seine fundierte Argumentation brachte ihm den Spitznamen El Sabio (der Weise) ein. 1806 wurde Díaz del Valle Richter und 1812 Professor an der Universidad de San Carlos. Er war ein Intellektueller, ein visionärer Ökonom, der mit den Universalgenies seiner Zeit, wie dem britischen Philosophen Jeremy Bentham in Verbindung war. 1805 war er Delegierter der Kommission für mildtätige Angelegenheiten und Zensor der Zeitung von Guatemalastadt, 1806 war er Assessor beim Konsul von Guatemala, Beamter der königlichen Artillerie und Ingenieur des Königreiches, 1809 nimmt er den Rang des Delegierten der Zentraljunta der Provinz ein. Er war der Gründer und Vordenker der Zeitung El Amigo de la Patria.
Díaz del Valle war Autor der zentralamerikanischen Unabhängigkeitserklärung, welche am 15. September 1821 unterzeichnet wurde. Zentralamerika wurde bald danach von Mexiko unter Agustín de Itúrbide annektiert und Díaz del Valle war für einige Zeit inhaftiert.
Vom 23. Februar bis 19. März 1823 war er Außenminister des Kaiserreich Mexikos. Als Mexiko zur Republik wurde, trug Díaz del Valle wesentlich dazu bei, dass die Unabhängigkeit Zentralamerikas im Juni 1823 von Mexiko anerkannt wurde. Valle war einer der Verfasser der neuen Verfassung, welche die Sklaverei abschaffte. Er war Parlamentsvorsitzender und erster verfassungsmäßiger Präsident Zentralamerikanische Konföderation bis April 1925. Von 1822 bis 1825 figurierte er zeitweise als Mitglied und zeitweise als Vorsitzender der Regierungsjunta. Als Präsident redigierte er das Dekret vom 4. Juli 1829, welches die Todesstrafe für die jeweils vorangegangene Regierung abschaffte.
Die honduranische Regierung vergibt einen Orden mit seinem Namen, nach ihm ist die Universidad José Cecilio del Valle in Tegucigalpa benannt.
| Vorgänger                                           | Amt | Nachfolger                 |
| --------------------------------------------------- | --- | -------------------------- |
| 2. Regierungsjunta mit Juan Vicente Villacorta Díaz | Präsidenten von Zentralamerika Vorsitzender der 3. bis 5. Regierungsjunta 5. Februar 1824 – 29. April 1825 | Manuel José Arce y Fagoaga |

| Personendaten    | Personendaten                                                    |
| ---------------- | ---------------------------------------------------------------- |
| NAME             | Valle, José Cecilio Díaz del                                     |
| ALTERNATIVNAMEN  | El Sabio                                                         |
| KURZBESCHREIBUNG | Präsident der Zentralamerikanischen Konföderation                |
| GEBURTSDATUM     | 22. November 1777                                                |
| GEBURTSORT       | Choluteca                                                        |
| STERBEDATUM      | 2. März 1834                                                     |
| STERBEORT        | bei Finca El Corral de Piedra, Chiquimula (Guatemala), Guatemala |